# Curlie
Open Directory Project (ODP), Projekt otvorenog direktorija, poznat i kao dmoz (naziv od directory.mozilla.org, početne domene na kojoj se nalazila), je višejezični direktorij/web katalog World Wide Web poveznica u vlasništvu Netscape-a (koji je u vlasništvu AOL-a) kojeg izrađuje i održava zajednica dobrovoljnih uređivača.

## Informacije o projektu

### Osnivači
ODP su 1998. godine kao Gnuhoo pokrenuli Rich Skrenta i Bob Truel koji su u to vrijeme radili kao inženjeri za Sun Microsystems.  Chris Tolles, koji je radio za Sun Microsystems kao šef marketinga za sigurnosne proizvode za mreže, također se priključio u 1998. kao suosnivač Gnuhoo-a zajedno sa suosnivačima Bryn Dole i Jeremy Wenokur.

### Hrvatska kategorija
Zbog slabog zanimanja korisnika i loše organizacije ODP-a, hrvatska kategorija relativno je slabo razvijena s izuzetkom nekoliko manjih kategorija koje imaju aktivne uređivače.

### Pad sustava i prekid uređivanja, listopad - prosinac 2006.
Dne 20. listopada glavni ODP server imao je "katastrofalni" pad sustava i uređivači nisu imali pristup sve do 18. prosinca. Za vrijeme pada starija inačica direktorija bila je vidljiva javnosti. Istovremeno izgubljene su mnoge promjene koje su bile napravljene u razdoblju od srpnja do rujna 2006., a izbrisane su i sve web stranice koje su bile na čekanju da ih pregledaju uređivači i odobre njihov upis u direktorij. Prijava novih uređivača još uvijek ne radi.

### Zatvaranje stranice
DMOZ - Open Directory Project koji je koristio ljudske urednike u pokušaju organiziranja web stranica zatvorio se nakon 19 godina postojanja. To je označilo kraj vremena kada su ljudi, a ne strojevi, pokušali organizirati web.
Ova obavijest je objavljena na početnoj stranici DMOZ stranice, navodeći da će se zatvoriti 14. ožujka 2017. godine.

## Vanjske poveznice
- curlie.org/hr
- The Open Directory Project  Arhivirana inačica izvorne stranice od 28. rujna 2006. (Wayback Machine)
- Hrvatski na Curlie